# Nat scheren

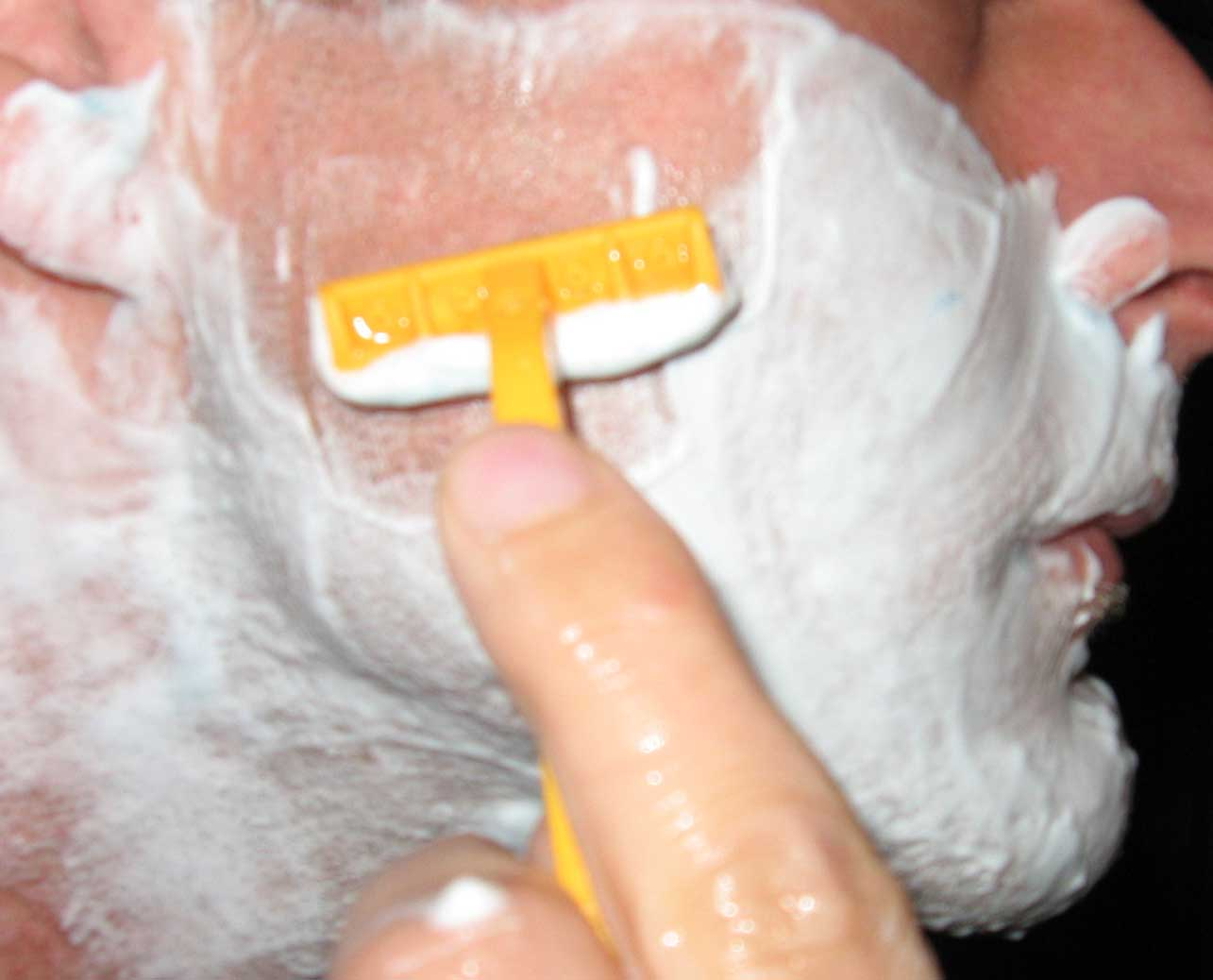
Nat scheren

"Nat scheren" is het scheren met scheerzeep of scheerolie en een scheermes. Dit in tegenstelling tot "droog scheren", waarbij men enkel een scheerapparaat gebruikt.
Men scheert zich doorgaans in de ochtend, vaak direct na het douchen zodat de baardharen soepel en week zijn. Ook wordt wel een natte, hete handdoek op het gezicht gedrukt om dit effect te krijgen. Vervolgens wordt de scheerzeep op de baard aangebracht, met de hand (scheerschuim uit een spuitbus) of met een scheerkwast. In het laatste geval wordt de kwast eerst in heet water gedoopt, om dan met draaiende bewegingen over een stuk speciaal scheerzeep te gaan tot er een romige schuimende massa ontstaat. Nadat de zeep aangebracht is, wacht men een minuutje. Dan wordt met het scheermes (een veiligheidsmes of open scheermes) de baardharen tezamen met de scheerzeep weggeschoren. De volgorde waarin de verschillende delen van het gezicht geschoren worden is een kwestie van persoonlijke voorkeur. Men scheert met de groeirichting van de haren mee. Daarna kan men eventueel een tweede keer inzepen om in tegengestelde richting te scheren. Tijdens het scheren wordt het mes zeer regelmatig schoongespoeld; dit vermindert de kans op wondjes. Indien men zich snijdt, kan het wondje met aluin behandeld worden.
Na het scheren worden de resten scheerzeep en haartjes met lauwwarm water van het gezicht gespoeld, om eventuele huidirritaties te voorkomen. Voor het frisse gevoel na nat scheren kan men ervoor kiezen om de huid met koud water na te spoelen. Vervolgens wordt het gezicht met een handdoek drooggedept en de huid behandeld met een aftershave(-balsem) of een vochtregulerende crème.

## Voordelen en nadelen van nat scheren
Nat scheren biedt een aantal voordelen ten opzichte van andere scheermethodes. Als grootste voordeel wordt genoemd dat de huid na nat scheren zacht aanvoelt. Vaak krijgt men een beter gladder resultaat dan wanneer men een scheerapparaat gebruikt. Ook is nat scheren aantrekkelijk vanwege het feit dat men de huid direct daarna kan verzorgen en dus niet hoeft te wachten. Een bijkomend voordeel is dat men op deze manier tijdens of rond het douchen kan scheren, om zo in één beweging door te gaan met de persoonlijke verzorging.
De meest genoemde nadelen zijn dat nat scheren langer duurt. Bovendien konden vooral vroeger gebruikte soorten scheerzeep de huid irriteren. Wanneer men daarna aftershave opbracht, gaf dat bovendien een onaangenaam prikkend gevoel. Verder kan men zich makkelijker per ongeluk snijden.